# 胡规
胡规（9世纪—911年）， 唐朝末年兖州人。一名瑚儿。
最初效力泰宁军节度使（军部在兖州）朱瑾，为中军都校。宣武军节度使朱全忠攻打兖州。唐昭宗乾宁二年（895年）十一月，朱瑾堂兄齐州刺史朱琼投降朱全忠，朱全忠让朱琼招降朱瑾。朱瑾率领精骑隔着护城河与朱全忠谈笑如常，派胡规持书信、钱币去朱全忠军门诈降，要朱琼亲自来取符节，朱全忠不防，朱琼被朱瑾擒杀，朱全忠军大惊而去。
四年（897年）正月，朱瑾出奔，朱全忠夺取兖州，胡规与兖州牙将阎宝、康怀贞归顺宣武军，朱全忠提拔了他们，署胡规为宣武军都虞候。胡规帮助葛从周讨伐成德军、义武军，随张存敬攻克晋州、绛州，都有功，被署为河中都虞候，处理盐务。天复年间，朱全忠讨伐劫持昭宗的凤翔节度使李茂贞，以胡规权知洽州。昭宗回到长安，诏授胡规为皇城使。昭宗迁都洛阳，以胡规为御营使，到洛阳后，授胡规内园庄宅使。唐哀帝天祐三年（906年）四月，追斩魏州叛将李重霸。七月，辅佐李周彝征讨相州，独当一面，立有军功，回军后，权知耀州事。次年，讨沧州，任诸军壕寨使。
朱全忠受禅建立后梁，除授胡规为右羽林统军，不久协助刘鄩统兵收复潼关，擒叛将刘知俊弟刘知浣献上，于是被任为右龙虎统军兼侍卫指挥使。乾化元年（911年），诏修洛河堤堰，军士因而过度砍伐百姓园林，河南尹张宗奭奏其事，时任北面招讨使的胡规及其子胡义方因此获罪被军法处置，胡规被赐死。

## 评价
- 《旧五代史》“史臣曰”认为胡规等人在乱世辅助朱全忠登基，都为将，却不得其死，令人可惜，可能是鸟尽弓藏之理，朱全忠雄猜，无汉高祖之大度。[1]

## 延伸阅读
[在维基数据编辑]
 《舊五代史·卷19》，出自薛居正《舊五代史》